# جف بردفورد
جف بردفورد (به انگلیسی: Geoff Bradford) بازیکن فوتبال زادهٔ ۱۸ ژوئیه ۱۹۲۷ اهل کشور انگلستان بود که سابقهٔ بازی در تیم ملی فوتبال انگلستان را در کارنامهٔ خود دارد. وی در تاریخ ۲ اکتبر ۱۹۵۵ تنها بازی ملی خود را در مقابل تیم ملی فوتبال دانمارک انجام داد.
این بازیکن توانسته در این بازی ملی، ۱ گل به ثمر برساند.